# Epidendrum macrocyphum
Epidendrum macrocyphum är en orkidéart som beskrevs av Friedrich Fritz Wilhelm Ludwig Kraenzlin. Epidendrum macrocyphum ingår i släktet Epidendrum och familjen orkidéer.
Artens utbredningsområde är Peru. Inga underarter finns listade i Catalogue of Life.